# کلودین پیکارد
کلودین پیکارد (با نام تولد پوله، بعدها گویتون دو موروو؛ انگلیسی: Claudine Picardet; ۷ اوت ۱۷۳۵ – ۴ اکتبر ۱۸۲۰) شیمیدان، کانیشناس، هواشناس و مترجم علمی فرانسوی بود. در میان شیمیدانان فرانسوی اواخر قرن هجدهم، او به دلیل ترجمه‌های گسترده‌اش از ادبیات علمی از زبان‌های سوئدی، انگلیسی، آلمانی و ایتالیایی به فرانسوی برجسته است. او سه کتاب و هزاران صفحه مقاله علمی را ترجمه کرد که هم به صورت چاپی و هم به صورت نسخه خطی منتشر و توزیع شدند. او میزبان محافل علمی و ادبی معروف در دیژون و پاریس بود و در جمع‌آوری داده‌های هواشناسی مشارکت فعال داشت. او به تأسیس دیژون و پاریس به عنوان مراکز علمی کمک کرد و سهم بسزایی در گسترش دانش علمی در دوره‌ای حیاتی از انقلاب شیمی داشت.

## زندگی‌نامه
پوله در دیژون متولد شد و در پاریس درگذشت. او بزرگ‌ترین دختر یک سردفتر سلطنتی به نام فرانسوا پوله دو شامپلوه بود. در سال ۱۷۵۵، پوله با کلود پیکاردت، یک وکیل ازدواج کرد. کلود پیکاردت به عنوان مشاور تیبل دی مادرب و بعدها عضو آکادمی سلطنتی علوم، هنر و ادبیات دیژون خدمت کرد. این موقعیت به او امکان دسترسی گسترده به محافل علمی، بورژوازی و جامعه سطح بالا را داد. او در سخنرانی‌ها و نمایش‌ها شرکت می‌کرد و به عنوان یک دانشمند، میزبان محفل ادبی و مترجم فعال شد. او ابتدا با نام «مادام پی* از دیژون» منتشر می‌کرد. این زوج یک پسر داشتند که در سال ۱۷۷۶ در ۱۹ سالگی درگذشت.
پس از بیوه شدن در سال ۱۷۹۶، او به پاریس نقل مکان کرد. در سال ۱۷۹۸ با لویی-برنار گویتون دو موروو، دوست نزدیک و همکار علمی سالیان خود ازدواج کرد. گویتون دو موروو به عنوان نماینده شورای پانصد نفر خدمت می‌کرد و مدیر و استاد شیمی مدرسه پلی‌تکنیک پاریس بود. او به ترجمه و کار علمی خود ادامه داد و یک محفل علمی نخبه را میزبانی کرد. در دوران ناپلئون، او با عنوان بارونس گویتون-موروو خطاب می‌شد.

## ترجمه
پیکاردت هزاران صفحه از آثار علمی، بسیاری از آنها توسط دانشمندان برجسته آن زمان، از چندین زبان برای انتشار به فرانسوی ترجمه کرد. کار او را می‌توان در چارچوب تغییر در ماهیت ترجمه علمی، دور از کار «مترجمان منزوی» دید.: 125 
گویتون دو موروو گروهی از مترجمان در آکادمی دیژون، دفتر ترجمه دیژون را رهبری می‌کرد که در پاسخ به تقاضا برای ترجمه کامل و به موقع متون علمی خارجی، به ویژه در زمینه‌های شیمی و کانی‌شناسی تشکیل شده بود. کسانی که در این «کار جمعی» شرکت داشتند، به ارتباطات محلی و بین‌المللی برای به دست آوردن آثار چاپی اصلی و تخصص زبانی و علمی برای توسعه و اعتبارسنجی دقت ترجمه‌های خود نیاز داشتند. علاوه بر کار زبانی ترجمه، آن‌ها آزمایش‌های آزمایشگاهی را برای تکرار دستورالعمل‌های تجربی و تأیید نتایج مشاهده‌شده انجام دادند. مشاهدات کانی‌شناسی دربارهٔ مادیات، مانند رنگ، بو و شکل کریستال‌ها، برای تأیید اطلاعات واقعی ارائه‌شده در متن اصلی انجام شد.: 125 
گروه آکادمی دیژون نقش «پیشگامانه» در دسترس قرار دادن کار دانشمندان خارجی در فرانسه داشت. برخی ترجمه‌ها در کتاب‌ها و مجلات منتشر شدند. برخی دیگر به صورت نسخه‌های خطی در محافل علمی و اجتماعی توزیع شدند. علاوه بر این، آزمایش‌ها در سخنرانی‌ها و نمایش‌های عمومی ارائه شدند. کلودین پیکاردت تنها غیردانشگاهی در میان گروه، تنها زن و پرکارتر از هر یک از شش مرد درگیر بود. او تنها مترجم در گروه بود که به پنج زبان کار می‌کرد و تنها کسی بود که در مجلاتی غیر از آنالس دی شیمی منتشر می‌کرد. آنالس دی شیمی توسط گویتون دو موروو، آنتوان لاووازیه، کلود لوئی برتولت و دیگران از سال ۱۷۸۹ تأسیس شد. قوانین هیئت تحریریه از ژانویه ۱۷۸۹ بیان می‌کرد که مترجمان باید به اندازه نویسندگان دستمزد دریافت کنند.: 122 